# Liste der Naturdenkmäler im Landkreis Landsberg am Lech
Die Liste der Naturdenkmäler im Landkreis Landsberg am Lech nennt die Naturdenkmäler in den Städten und Gemeinden im Landkreis Landsberg am Lech in Bayern. Im Oktober 2012 gab es im Landkreis Landsberg am Lech 50 Naturdenkmäler. Darunter waren 26 Einzelbäume oder Baumgruppen. Die Gesamtfläche der Naturdenkmäler betrug 52 ha.

## Liste
| Bild           | Nummer | Bezeichnung                                                                | Gemeinde                  | Standort                                                                                        | Fläche       | Beschreibung |
| -------------- | ------ | -------------------------------------------------------------------------- | ------------------------- | ----------------------------------------------------------------------------------------------- | ------------ | --- |
| weitere Bilder | 6      | Willibaldslinden 4 Winterlinden                                            | Unterfinning              | (48° 1′ 32,5″ N, 11° 0′ 55,9″ O)                                                                | 800 m²       | Die vier Winterlinden (Tilia cordata) umringen die Kapelle St. Willibald am östlichen Ortsrand von Finning. Drei Linden stammen aus der Zeit des Kapellenbaus von 1657, eine vierte wurde später nachgepflanzt.                                                               |
|                | 12     | Winterlinde                                                                | Unterigling               | (48° 4′ 48″ N, 10° 49′ 14,2″ O)                                                                 | 180 m²       | |
|                | 18     | Heidewiese                                                                 | Kaufering                 | (48° 4′ 58,2″ N, 10° 51′ 49,1″ O) an der Gabelung der Bahnlinie Kaufering – München – Landsberg | 7644,15 m²   | |
|                | 19     | Heidewiesenrestbestand                                                     | Kaufering                 | (48° 4′ 50,9″ N, 10° 52′ 1,3″ O) an der Bahnlinie Kaufering – München – Landsberg               | 28.048,52 m² | ca. 600 m lange, 10 m breite Wiesenfläche |
|                | 20     | Heidewiesenfläche (mit 2 Eichen)                                           | Kaufering-Nord            | (48° 5′ 15,8″ N, 10° 50′ 50,2″ O) westlich der Eichendorffstraße                                | 490 m²       | ca. 40 m lange, 15 m breite Wiesenfläche an einer Hangstufe |
|                | 25     | Eiche                                                                      | Ramsach                   | (48° 5′ 4,6″ N, 10° 58′ 3,7″ O)                                                                 | 462 m²       | ca. 100 m südlich der Pfarrkirche in Schulgrundstück |
|                | 37     | Linde                                                                      | Geretshausen              | (48° 6′ 48″ N, 10° 56′ 22,8″ O)                                                                 | 100 m²       | westlich der Pfarrkirche, nahe der Friedhofsmauer |
|                | 51     | Heidewiesen-Restbestand                                                    | Hurlach                   | (48° 8′ 2″ N, 10° 49′ 58,7″ O)                                                                  |              | |
| weitere Bilder | 53     | Vogelberg-Moräne                                                           | Geltendorf                | (48° 7′ 54,9″ N, 11° 1′ 37,6″ O)                                                                | 39.820 m²    | |
|                | 59     | Streuwiese–Flachmoorrest                                                   | Untermühlhausen           | (48° 5′ 28,9″ N, 10° 54′ 21,9″ O)                                                               | 2600 m²      | |
|                | 61     | Schwertlilienbestand a) am Lichtloch b) am Sandberg                        | Dettenschwang             | (47° 55′ 44″ N, 11° 1′ 36,5″ O) (47° 55′ 51,2″ N, 11° 1′ 25,3″ O)                               | 2600 m²      | Iris sibirica-Bestand. 2 Teilflächen beiderseits der Straße |
|                | 64     | Quellenmoorhang                                                            | Utting am Ammersee        | (48° 2′ 16,4″ N, 11° 5′ 6,4″ O)                                                                 | 4818 m²      | |
|                | 67     | 6 Eichen                                                                   | Sankt Georgen             | (47° 56′ 30,1″ N, 11° 5′ 12,9″ O)                                                               | 2450 m²      | |
| weitere Bilder | 69     | 5 Winterlinden (Lindengruppe)                                              | Dettenhofen               | (47° 58′ 44,5″ N, 11° 3′ 26,4″ O)                                                               | 778 m²       | Die fünf Winterlinden (Tilia cordata) in der Gemeinde Dießen, Gemarkung Dettenhofen stehen auf einem Hügel in der Nähe der Zufahrt zum Gut Hübschenried. Sie bilden eine gemeinsame Krone, die eine Fläche von ca. 400 m² bedeckt. Das Alter der Bäume beträgt ca. 150 Jahre. |
|                | 71     | Eiche                                                                      | Erpfting                  | (48° 1′ 13,8″ N, 10° 49′ 28,3″ O)                                                               | 650 m²       | |
|                | 72     | Heiderestbestand                                                           | Erpfting                  | (48° 0′ 46,3″ N, 10° 51′ 33,6″ O) an der Bahnlinie Landsberg – Schongau                         | 490 m²       | |
|                | 74     | Eibe                                                                       | Apfeldorf                 | (47° 53′ 58,9″ N, 10° 56′ 24,7″ O) in Oberapfeldorf an einem Westhang beim Abdecker             | 100 m²       | |
|                | 76     | Welsche Straße                                                             | Hurlach                   | (48° 6′ 46,1″ N, 10° 50′ 56,5″ O)                                                               | 13.711 m²    | 1950 genutzt als Wiese. Bebauung, Einebnung, Aufforstung verboten. |
|                | 78     | Ramsacher Weiher                                                           | Ramsach                   | (48° 4′ 32″ N, 10° 58′ 42″ O)                                                                   | 8121 m²      | |
|                | 87     | Buche                                                                      | Stadl                     | (47° 56′ 45,7″ N, 10° 55′ 19,9″ O)                                                              | 271 m²       | |
|                | 90     | 1 Stieleiche, vierstämmig                                                  | Dießen am Ammersee        | (47° 55′ 31,2″ N, 11° 5′ 54,7″ O)                                                               | 886 m²       | |
|                | 91     | Lindengruppe mit Flurkreuz                                                 | Erpfting                  | (48° 1′ 11,7″ N, 10° 49′ 55,9″ O)                                                               | 311 m²       | |
|                | 95     | Moränenweiher (Wurmsee)                                                    | Unterfinning              | (48° 2′ 38,8″ N, 10° 59′ 15″ O) ostwärtig Westerschondorf in der Waldung „Ledermaierin“         | 1186 m²      | |
| weitere Bilder | 96     | Moränenweiher                                                              | Unterfinning              | (48° 1′ 55,2″ N, 10° 59′ 21,5″ O) zwischen Schwifting und Unterfinning                          | 40.438 m²    | |
|                | 97     | Egelsee mit Schilf-Seggen-Zone                                             | Hagenheim                 | (47° 59′ 46,3″ N, 10° 57′ 43,2″ O)                                                              | 51.854 m²    | |
| weitere Bilder | 98     | Toteiskessel                                                               | Reichling                 | (47° 56′ 5,3″ N, 10° 56′ 5,6″ O)                                                                | 7295 m²      | |
|                | 101    | Schneider-Eiche                                                            | Penzing                   | (48° 4′ 22,2″ N, 10° 55′ 45,6″ O)                                                               | 555 m²       | |
|                | 108    | „Kreuzlinde“ Winterlinde                                                   | Schwifting                | (48° 2′ 50,1″ N, 10° 55′ 27,6″ O)                                                               | 481 m²       | |
|                | 109    | Moorwiese mit Sonnentaubeständen                                           | Thaining                  | (47° 58′ 4,3″ N, 10° 57′ 53,3″ O)                                                               | 11.187 m²    | |
|                | 110    | Flachmoorbestand                                                           | Untermühlhausen           | (48° 6′ 19,2″ N, 10° 55′ 32,1″ O)                                                               | 13.239 m²    | |
|                | 111    | Moorfläche mit Beständen von Stengellosem Enzian, Mehlprimel und Fettkraut | Issing                    | (47° 57′ 29,9″ N, 10° 58′ 31,8″ O)                                                              | 3148 m²      | |
|                | 112    | Eiche                                                                      | Mundraching               | (47° 57′ 35,1″ N, 10° 53′ 39,6″ O)                                                              | 457 m²       | |
|                | 113    | Heidehang mit Einzelbuche                                                  | Stadl                     | (47° 57′ 27,1″ N, 10° 54′ 24,3″ O)                                                              | 5348 m²      | |
|                | 115    | „Sieben-Quellen“                                                           | Untermühlhausen           | (48° 5′ 25,6″ N, 10° 54′ 28,9″ O)                                                               | 21.208 m²    | |
|                | 116    | Eichen und Lindenhag                                                       | Schwabhausen              | (48° 6′ 47,5″ N, 10° 58′ 17,8″ O)                                                               | 5320 m²      | |
|                | 121    | Eiche mit Feldkreuz                                                        | Geretshausen              | (48° 6′ 22″ N, 10° 56′ 48,5″ O)                                                                 | 502 m²       | |
| weitere Bilder | 124    | Emminger Weiher                                                            | Eresing                   | (48° 6′ 10,3″ N, 11° 1′ 59,5″ O)                                                                | 11.156 m²    | |
|                | 127    | Eiche im Tal                                                               | Reisch                    | (48° 2′ 37″ N, 10° 55′ 15,2″ O)                                                                 | 613 m²       | |
|                | 128    | Toteiskessel und Eiche                                                     | Ramsach                   | (48° 4′ 18,4″ N, 10° 58′ 23,2″ O)                                                               | 6535 m²      | |
|                | 135    | „Windach-Mäander“                                                          | Unterwindach              | (48° 4′ 17,4″ N, 11° 2′ 42,4″ O)                                                                | 34.855 m²    | |
|                | 136    | „Windachschleife und Aue bei Neugreifenberg“                               | Unterwindach, Greifenberg | (48° 4′ 3,1″ N, 11° 3′ 44,1″ O)                                                                 | 23.974 m²    | |
|                | 137    | Windachauen und Altwasserbogen                                             | Unterwindach              | (48° 4′ 15,6″ N, 11° 3′ 6,8″ O)                                                                 | 49.444 m²    | |
|                | 138    | Windachfließstrecke                                                        | Unterwindach, Greifenberg | (48° 4′ 11,7″ N, 11° 3′ 25,2″ O)                                                                | 18.609 m²    | |
|                | 140    | 2 Buchen mit Flurkreuz                                                     | Stadl                     | (47° 58′ 10,2″ N, 10° 54′ 15,1″ O)                                                              | 874 m²       | |
|                | 141    | Esche                                                                      | Stadl                     | (47° 57′ 53,2″ N, 10° 54′ 45,1″ O)                                                              | 456 m²       | |
|                | 142    | Stieleiche                                                                 | Geretshausen              | (48° 6′ 19,4″ N, 10° 56′ 50,9″ O)                                                               | 620 m²       | |
|                | 145    | Eichengruppe auf Grabhügel                                                 | Reichling                 | (47° 55′ 24,4″ N, 10° 56′ 51,9″ O)                                                              | 1000 m²      | Das Naturdenkmal besteht aus 23 Stieleichen (Quercus robur) und drei Rotbuchen (Fagus sylvatica) auf fünf Grabhügeln östlich von Reichling. |
|                | 146    | Toteiskessel bei Frauenwies                                                | Stadl                     | (47° 58′ 33,5″ N, 10° 53′ 33,9″ O)                                                              | 1000 m²      | |
|                | 147    | Tuffrinnen bei St. Leonhard                                                | Kaufering                 | (48° 5′ 3,5″ N, 10° 52′ 36,8″ O)                                                                | 19.792 m²    | |
| weitere Bilder | 148    | Frontor-Eichen                                                             | Dießen am Ammersee        | (47° 57′ 2,1″ N, 11° 5′ 49,8″ O)                                                                | 1.200 m²     | Die drei über 200 Jahre alten Stieleichen (Quercus robur) wachsen im Verbund mit einer Hecke an der Frontorstraße in Dießen. |